# Liga LGT 2006
La temporada 2006 de la Liga LGT fue la cuarta edición desde que se iniciara la competición de traineras organizada por la Liga Noroeste de Traineras en 2003. Compitieron 14 equipos encuadrados en un único grupo. La temporada regular comenzó el 17 de junio en Chapela (Pontevedra) y terminó el 27 de agosto en Oleiros (La Coruña). Posteriormente, se disputaron los play-off para el ascenso a la Liga ACT.

## Sistema de competición
La Liga LGT estuvo compuesta por un único grupo que disputó un calendario de regatas durante la fase regular. Al finalizar dicho calendario y para decidir los ascensos y descensos entre la Liga ACT y la Liga LGT se disputaron los siguientes play-off:
- Play-off previo de ascenso a Liga ACT: se disputaron 2 plazas para competir en el posterior play-off de ascenso a la Liga ACT entre los 2 primeros clasificados y los 2 primeros del Grupo 1 de la Liga ARC.
- Play-off de ascenso a Liga ACT: se disputaron 2 plazas en la Liga ACT entre los 2 últimos clasificados de dicha competición y los 2 primeros de la eliminatoria previo.

## Calendario

### Temporada regular
Las siguientes regatas tuvieron lugar en 2006.
| Orden | Regata                             | Fecha        | Hora  | Localidad            | Provincia  |
| ----- | ---------------------------------- | ------------ | ----- | -------------------- | ---------- |
| 1     | XX Bandera de Redondela            | 17 de junio  | 17:00 | Chapela              | Pontevedra |
| 2     | II Bandera Concejo de Nigrán       | 25 de junio  | 12:00 | Nigrán               | Pontevedra |
| 3     | XXII Bandera Concejo de El Grove   | 1 de julio   | 17:30 | El Grove             | Pontevedra |
| 4     | XXV Bandera El Corte Inglés        | 2 de julio   | 12:00 | Vigo                 | Pontevedra |
| 5     | XIX Bandera de Cangas              | 8 de julio   | 17:00 | Cangas de Morrazo    | Pontevedra |
| 6     | XXIV Bandera Concejo de Moaña      | 15 de julio  | 17:30 | Meira                | Pontevedra |
| 7     | I Bandera Concejo de Muros         | 16 de julio  | 12:00 | Esteiro              | La Coruña  |
| 8     | IV Bandera Concejo de Poyo         | 22 de julio  | 17:00 | Poyo                 | Pontevedra |
| 9     | I Bandera Concejo de Puebla        | 25 de julio  | 11:00 | Puebla del Caramiñal | La Coruña  |
| 10    | XXIII Bandera Príncipe de Asturias | 29 de julio  | 17:00 | Castropol            | Asturias   |
| 11    | XIV Bandera Concejo de Vigo        | 30 de julio  | 12:00 | Vigo                 | Pontevedra |
| 12    | VIII Bandera Teresa Herrera        | 6 de agosto  | 11:00 | La Coruña            | La Coruña  |
| 13    | XI Bandera Concejo de Pontevedra   | 15 de agosto | 17:00 | Pontevedra           | Pontevedra |
| 14    | III Bandera Concejo de Ferrol      | 26 de agosto | 17:30 | Playa de San Xurxo   | La Coruña  |
| 15    | XVI Bandera Concejo de Oleiros     | 27 de agosto | 12:00 | Oleiros              | La Coruña  |

### Play-off

#### Previo de ascenso a Liga ACT
| Orden | Regata    | Fecha            | Hora  | Provincia |
| ----- | --------- | ---------------- | ----- | --------- |
| 1     | Castropol | 16 de septiembre | 13:00 | Asturias  |
| 2     | Castropol | 17 de septiembre | 13:00 | Asturias  |

#### Ascenso a Liga ACT
| Orden | Regata      | Fecha            | Hora  | Provincia |
| ----- | ----------- | ---------------- | ----- | --------- |
| 1     | Pedreña     | 23 de septiembre | 17:00 | Cantabria |
| 2     | Portugalete | 24 de septiembre | 12:00 | Vizcaya   |

## Traineras participantes
| Equipo         | Nombre de la Trainera     | Localidad            | Provincia  | Localización de los equipos                                                                                               |
| -------------- | ------------------------- | -------------------- | ---------- | --- |
| Esteirana      | Esteirana                 | Esteiro              | La Coruña  | Esteirana Puebla Amegrove Coruxo Náutico Vigo Cangas Samertolameu Tiran Chapela As Xubias Perillo A Cabana Ares Castropol |
| Puebla         | Carmela                   | Puebla del Caramiñal | La Coruña  | Esteirana Puebla Amegrove Coruxo Náutico Vigo Cangas Samertolameu Tiran Chapela As Xubias Perillo A Cabana Ares Castropol |
| Amegrove       | Pabliño                   | El Grove             | Pontevedra | Esteirana Puebla Amegrove Coruxo Náutico Vigo Cangas Samertolameu Tiran Chapela As Xubias Perillo A Cabana Ares Castropol |
| Coruxo         | Fontaíña                  | Vigo                 | Pontevedra | Esteirana Puebla Amegrove Coruxo Náutico Vigo Cangas Samertolameu Tiran Chapela As Xubias Perillo A Cabana Ares Castropol |
| Náutico Vigo   | Real Club Náutico de Vigo | Vigo                 | Pontevedra | Esteirana Puebla Amegrove Coruxo Náutico Vigo Cangas Samertolameu Tiran Chapela As Xubias Perillo A Cabana Ares Castropol |
| Vila de Cangas | Balea                     | Cangas de Morrazo    | Pontevedra | Esteirana Puebla Amegrove Coruxo Náutico Vigo Cangas Samertolameu Tiran Chapela As Xubias Perillo A Cabana Ares Castropol |
| Samertolameu   | A Terca                   | Meira                | Pontevedra | Esteirana Puebla Amegrove Coruxo Náutico Vigo Cangas Samertolameu Tiran Chapela As Xubias Perillo A Cabana Ares Castropol |
| Tirán          | Pereira                   | Tirán                | Pontevedra | Esteirana Puebla Amegrove Coruxo Náutico Vigo Cangas Samertolameu Tiran Chapela As Xubias Perillo A Cabana Ares Castropol |
| Chapela        | Arealonga                 | Redondela            | Pontevedra | Esteirana Puebla Amegrove Coruxo Náutico Vigo Cangas Samertolameu Tiran Chapela As Xubias Perillo A Cabana Ares Castropol |
| As Xubias      | As Xubias                 | Las Jubias           | La Coruña  | Esteirana Puebla Amegrove Coruxo Náutico Vigo Cangas Samertolameu Tiran Chapela As Xubias Perillo A Cabana Ares Castropol |
| Perillo        | Perillo                   | Perillo              | La Coruña  | Esteirana Puebla Amegrove Coruxo Náutico Vigo Cangas Samertolameu Tiran Chapela As Xubias Perillo A Cabana Ares Castropol |
| A Cabana       | Albatros                  | La Cabana            | La Coruña  | Esteirana Puebla Amegrove Coruxo Náutico Vigo Cangas Samertolameu Tiran Chapela As Xubias Perillo A Cabana Ares Castropol |
| Ares           | Santa Olalla de Lubre     | Ares                 | La Coruña  | Esteirana Puebla Amegrove Coruxo Náutico Vigo Cangas Samertolameu Tiran Chapela As Xubias Perillo A Cabana Ares Castropol |
| Castropol      | Ría del Eo                | Castropol            | Asturias   | Esteirana Puebla Amegrove Coruxo Náutico Vigo Cangas Samertolameu Tiran Chapela As Xubias Perillo A Cabana Ares Castropol |

Los clubes participantes están ordenados geográficamente, de oeste a este.

### Equipos por provincia
| Provincia  | N. | Equipos                                                                      |
| ---------- | -- | ---------------------------------------------------------------------------- |
| Pontevedra | 7  | Amegrove, Chapela, Coruxo, Náutico Vigo, Samertolameu, Tirán, Vila de Cangas |
| La Coruña  | 6  | A Cabana, Ares, As Xubias, Esteirana, Perillo, Puebla                        |
| Asturias   | 1  | Castropol                                                                    |

### Ascensos y descensos
| Pos. | Clubes de Liga LGT 2005 no inscritos |
| ---- | ------------------------------------ |
| 8.º  | Muros                                |
| 11.º | Rianxo                               |
| 16.º | Bueu                                 |

| Pos. | Nueva inscripción |
| ---- | ----------------- |
| -    | Esteirana         |

     Descenso administrativo o desaparición.

     Nueva inscripción.

## Clasificación

### Temporada regular
A continuación se recoge la clasificación en cada una de las regatas disputadas.
Los puntos se repartieron entre los catorce participantes en cada regata de acuerdo a la siguiente tabla.
| Posición | 1.º | 2.º | 3.º | 4.º | 5.º | 6.º | 7.º | 8.º | 9.º | 10.º | 11.º | 12.º | 13.º | 14.º |
| -------- | --- | --- | --- | --- | --- | --- | --- | --- | --- | ---- | ---- | ---- | ---- | ---- |
| Puntos   | 14  | 13  | 12  | 11  | 10  | 9   | 8   | 7   | 6   | 5    | 4    | 3    | 2    | 1    |

| Pos. | Club           | Trainera                  | 1 RED | 2 NIG | 3 GRO | 4 ING | 5 CAN | 6 MOA | 7 MUR | 8 POY | 9 PUE | 10 PRI | 11 VIG | 12 HER | 13 PON | 14 FER | 15 OLE | Puntos |
| ---- | -------------- | ------------------------- | ----- | ----- | ----- | ----- | ----- | ----- | ----- | ----- | ----- | ------ | ------ | ------ | ------ | ------ | ------ | ------ |
| 1    | Samertolameu   | A Terca                   | 1     | 1     | 1     | 1     | 1     | 1     | 1     | 1     | 1     | 1      | 1      | DSQ    | 1      | 2      | 1      | 196    |
| 2    | Amegrove       | Pabliño                   | 4     | 3     | 2     | 2     | 4     | 3     | 3     | 2     | 3     | 3      | 2      | 1      | 2      | DSQ    | 4      | 173    |
| 3    | Perillo        | Perillo                   | 3     | 4     | 3     | 3     | 6     | 5     | 5     | 6     | 5     | 6      | 4      | 2      | 4      | 4      | 2      | 163    |
| 4    | Náutico Vigo   | Real Club Náutico de Vigo | 2     | DNP   | 4     | 5     | 2     | 2     | 2     | 3     | 2     | 2      | 5      | 3      | 5      | 7      | 3      | 163    |
| 5    | Tiran          | Pereira                   | 5     | 2     | 5     | 4     | 3     | 4     | 4     | 4     | 4     | 4      | 3      | 6      | 3      | 1      | DSQ    | 159    |
| 6    | Vila de Cangas | Balea                     | 6     | 5     | 6     | 6     | 8     | 7     | 6     | 5     | 6     | 5      | 6      | 5      | 6      | 3      | 5      | 140    |
| 7    | Ares           | Santa Olalla de Lubre     | 9     | 7     | 9     | 7     | 5     | 6     | 7     | 8     | 8     | 12     | 7      | 4      | 8      | 9      | 9      | 110    |
| 8    | Coruxo         | Fontaíña                  | 8     | 6     | 8     | 8     | 7     | 9     | 10    | 9     | 7     | 8      | 9      | 8      | 9      | 6      | 6      | 107    |
| 9    | A Cabana       | Albatros                  | 7     | 10    | 7     | 9     | 12    | 11    | 9     | 7     | 9     | 9      | 11     | 7      | 7      | 5      | 7      | 98     |
| 10   | Esteirana      | Esteirana                 | 11    | 8     | 10    | 10    | 10    | 8     | 8     | 10    | 10    | 7      | 8      | 11     | 11     | 8      | 8      | 87     |
| 11   | Puebla         | Carmela                   | 10    | 11    | 12    | 11    | 11    | 10    | 11    | 11    | 11    | 11     | 10     | 9      | 10     | 11     | 11     | 65     |
| 12   | Chapela        | Arealonga                 | 12    | 9     | 11    | 12    | 9     | 12    | 12    | 12    | 12    | 10     | 12     | 10     | 12     | 10     | 10     | 60     |
| 13   | Castropol      | Ría del Eo                | 13    | DNP   | 14    | 13    | 13    | 13    | 13    | 13    | DNP   | 13     | 13     | 12     | 13     | 12     | 13     | 27     |
| 14   | As Xubias      | As Xubias                 | 14    | 12    | 13    | 14    | 14    | 14    | 14    | 14    | 13    | 14     | 14     | 13     | 14     | 13     | 12     | 23     |

| Color     | Resultado                        |
| --------- | -------------------------------- |
| Oro       | Ganador                          |
| Plata     | Segundo                          |
| Bronce    | Tercero                          |
| Verde     | Puntuó                           |
| Negro     | DSQ - Descalificado              |
| Sin color | DNP - Inscrito pero no participó |

| Evolución de la clasificación general                            |                                                                  |
| ---------------------------------------------------------------- | ---------------------------------------------------------------- |
| Gráfico no disponible temporalmente debido a problemas técnicos. |                                                                  |
|                                                                  | Gráfico no disponible temporalmente debido a problemas técnicos. |

### Play-off

#### Previo de ascenso a Liga ACT
Los puntos se repartieron entre los cuatro participantes en cada regata de acuerdo a la siguiente tabla.
| Posición | 1.º | 2.º | 3.º | 4.º |
| -------- | --- | --- | --- | --- |
| Puntos   | 4   | 3   | 2   | 1   |

| Pos. | Club                      | Trainera   | 1 COL | 2 COL | Puntos |
| ---- | ------------------------- | ---------- | ----- | ----- | ------ |
| 1    | San Pedro                 | Libia      | 1     | 1     | 8      |
| 2    | Samertolameu              | A Terca    | 2     | 3     | 5      |
| 3    | Super BM-Isuntza-Grafilur | Lekittarra | 3     | 2     | 5      |
| 4    | Amegrove                  | Pabliño    | 4     | 4     | 2      |

#### Ascenso a Liga ACT
Los puntos se repartieron entre los cuatro participantes en cada regata de acuerdo a la siguiente tabla.
| Posición | 1.º | 2.º | 3.º | 4.º |
| -------- | --- | --- | --- | --- |
| Puntos   | 4   | 3   | 2   | 1   |

| Pos. | Club             | Trainera    | 1 PED | 2 POR | Puntos |
| ---- | ---------------- | ----------- | ----- | ----- | ------ |
| 1    | San Pedro        | Libia       | 1     | 1     | 8      |
| 2    | Laredo           | La Pejinuca | 2     | 3     | 5      |
| 3    | San Juan-Sumelec | San Juan    | 4     | 2     | 4      |
| 4    | Samertolameu     | A Terca     | 3     | 4     | 3      |